# Râul Târgului, Șomuzul Mare
Râul Târgului, numit și Pârâul Târgului sau Râul Târgul ,   este un curs de apă,  afluent al râului Șomuzul Mare din județul Suceava. Râul traversează orașul Fălticeni.

## Hărți
- Harta județului Suceava